# Wentworth Beaumont (1. wicehrabia Allendale)
Wentworth Canning Blackett Beaumont (ur. 2 grudnia 1860 w Bywell Hall w hrabstwie Northumberland, zm. 12 grudnia 1923 w Londynie) – brytyjski arystokrata i polityk, syn Wentwortha Beaumonta, 1. barona Allendale i lady Margaret de Burgh, córki 1. markiza Clanricarde. Ochrzczony 8 marca 1861 r. w Piccadilly Terrace w Londynie.
Naukę rozpoczął w Eton College. Później uczęszczał do Trinity College na Uniwersytecie Cambridge. Szkołę wyższą ukończył w 1884 r. z tytułem bakałarza sztuk pięknych. W 1888 r. uzyskał tytuł magistra sztuk pięknych.
12 listopada 1889 r. poślubił lady Alexandrinę Louise Maud Vane-Tempest (8 listopada 1863 - 31 lipca 1945), córkę George’a Vane-Tempesta, 5. markiza Londonderry i Mary Edwards, córki sir Johna Edwardsa, 1. baroneta. Wentworth i Alexandrina mieli razem dwóch synów i cztery córki:
- Wentworth Henry Canning Beaumont (6 sierpnia 1890 - 16 grudnia 1956), 2. wicehrabia Allendale
- Margaret Helen Beaumont (13 listopada 1892 - 10 czerwca 1958), żona Hugh Fortescue, 5. hrabiego Fortescue, miała dzieci
- Alice Mary de Burgh Beaumont (23 kwietnia 1895 - 15 kwietnia 1967), żona Geoffreya Gilpina, miała dzieci
- Diane Beaumont (1896 - 31 stycznia 1897)
- Ralph Edward Blackett Beaumont (12 lutego 1901 - 18 września 1977), członek Izby Gmin, sekretarz Postmaster-General i ministra wojny, odznaczony Krzyżem Komandorskim Orderu Imperium Brytyjskiego, ożenił się z Heleną Wray, miał dzieci
- Agatha Violet Beaumont (26 grudnia 1903 - 15 stycznia 1994), żona sir Johna Perowne'a, miała dzieci

W 1895 r. Beaumont został wybrany do Izby Gmin z okręgu Hexham. Zasiadał tam do 1907 r. W tym czasie był wiceszambelanem Dworu Królewskiego (w latach 1905-1907). W 1907 r. został kapitanem ochotników Gwardii Królewskiej. W tym samym roku zmarł jego ojciec i Wentworth, jako 2. baron Allendale, zasiadł w Izbie Lordów. 7 maja tego samego roku został członkiem Tajnej Rady. Był również Sędzią Pokoju i zastępcą Lorda Namiestnika Hexham. 2 lipca 1911 r. król Jerzy V mianował go wicehrabią Allendale.
Lord Allendale zmarł w Londynie, w wieku 63 lat. Jego pogrzeb odbył się 23 grudnia 1923 r. w Bretton Park w Yorkshire.